# Min Chunfeng
Min Chunfeng (閔春鳳S, Mǐn ChūnfèngP; 17 marzo 1969) è un'ex discobola cinese.

## Palmarès
| Anno | Manifestazione    | Sede       | Evento           | Risultato | Misura  | Note |
| ---- | ----------------- | ---------- | ---------------- | --------- | ------- | ---- |
| 1986 | Mondiali juniores | Atene      | Lancio del disco | Bronzo    | 54,00 m |      |
| 1988 | Mondiali juniores | Sudbury    | Lancio del disco | 4ª        | 56,90 m |      |
| 1991 | Mondiali          | Tokyo      | Lancio del disco | 6ª        | 65,56 m |      |
| 1992 | Olimpiadi         | Barcellona | Lancio del disco | 11ª       | 60,82 m |      |
| 1993 | Mondiali          | Stoccarda  | Lancio del disco | Bronzo    | 65,26 m |      |
| 1994 | Giochi asiatici   | Hiroshima  | Lancio del disco | Oro       | 62,52 m |      |